# Antti
För andra betydelser, se Antti (olika betydelser).

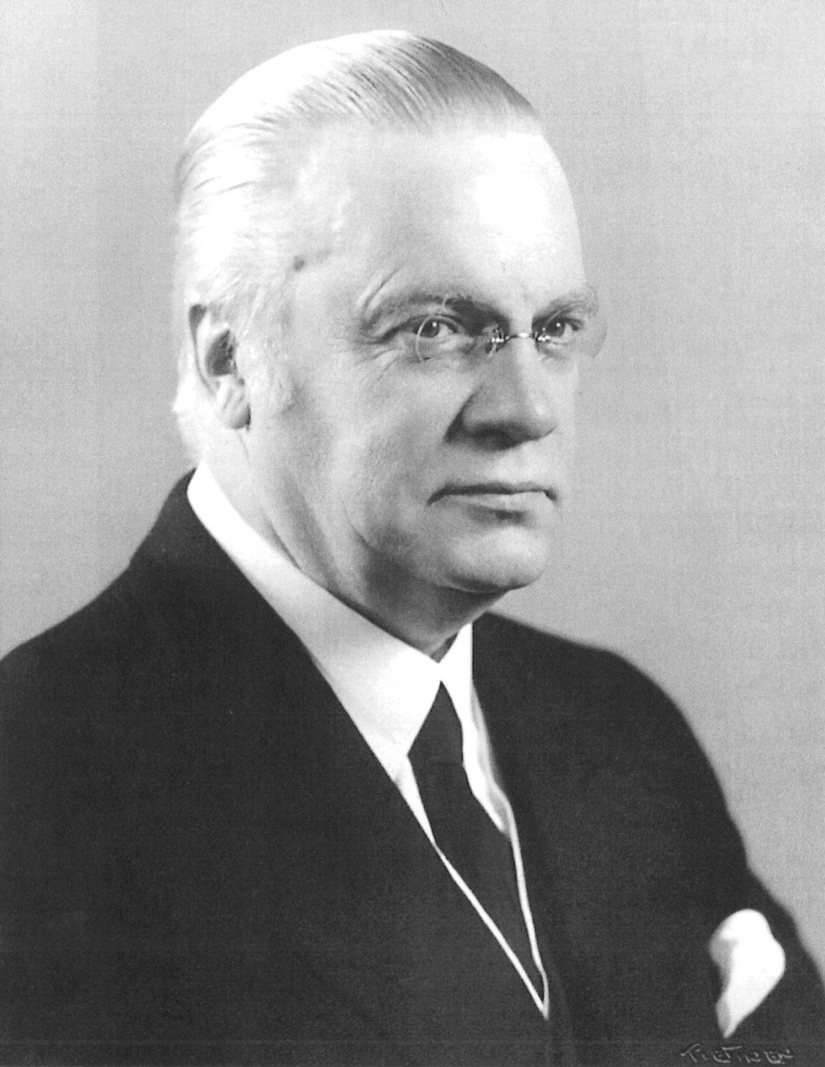
Antti Tulenheimo, 1939.

Antti är ett finskt mansnamn. Det är en samisk form av namnet Anders. Det kan även vara ett smeknamn för personer med namnet Anton

I Sverige finns 1040 män som bär namnet Antti (2011).

## Personer med namnet Antti
- Antti Aalto
- Antti Aarne
- Antti Ahlström
- Antti Autti
- Antti Ekman
- Antti Eskola
- Antti Favén
- Antti Hackzell
- Antti Hammarberg
- Antti Keksi
- Antti Kalliomäki
- Antti Miettinen
- Antti Pihlström
- Antti Reini
- Antti Rinne, finländsk politiker
- Antti Syrjäniemi
- Antti Tulenheimo
- Antti Tuuri
- Antti Törmänen